# Векна
Ве́кна (англ. Vecna), имя при рождении — Ге́нри Крил (англ. Henry Creel), впоследствии получивший имя 001 — главный антагонист четвёртого сезона сериала Netflix «Очень странные дела», созданный братьями Даффер. Исполнитель роли — Джейми Кэмпбелл Бауэр; юного Крила сыграл Рафаэль Люс. Персонаж изображён как существо, которое живёт и правит альтернативным измерением, известным как Изнанка. Он вызывает у своих жертв ужасающие видения их пережитых травм, а затем убивает. Также Векна является инициатором всех событий сериала, начиная с исчезновения Уилла Байерса.
Критики и зрители положительно оценили образ персонажа. Данная роль принесла Бауэру несколько номинаций.

## Разработка
Имя Векны позаимствовано у одноимённого персонажа игры Dungeons & Dragons. Джейми Кэмпбелл Бауэр был утверждён на роль в ноябре 2020 года; первоначально персонаж носил имя «Питер Баллард» (англ. Peter Ballard). В 2022 году, в интервью для Entertainment Weekly, Бауэр заявил:
Я понятия не имею, откуда взялось имя Питер Баллард. Поэтому прошу прощения у поклонников сериала за этот столь масштабный спектакль.
Оригинальный текст (англ.)I have no idea where the name Peter Ballard came from. I can only apologize to fans of the show for being part of such a massive red herring.

По словам создателей «Очень странных дел», братьев Даффер, Векна должен был дебютировать ещё в первом сезоне сериала. Впоследствии Дафферы решили отложить появление персонажа на четвёртый сезон, так как им требовалось время, чтобы понять, какую роль он будет играть в сериале. При создании образа Векны братья вдохновлялись культовыми злодеями из фильмов ужасов — Пинхедом, Пеннивайзом и Фредди Крюгером.

### Дизайн
Внешний вид Векны был создан с помощью практических эффектов гримёром Барри Гоуэром. На нанесение грима и слоёв силиконовых накладок на Бауэра уходило более 7 часов. Посредством цифровых эффектов был удалён нос злодея, а также были добавлены движущиеся жилы на его теле. По замыслу Дафферов, Векна должен был выглядеть глянцевым, а потому гримёры покрыли уже перевоплотившегося Бауэра гелем.

## Восприятие
Сайт MovieWeb назвал Векну лучшим злодеем «Очень странных дел», а также отметил то, как персонаж расправляется со своими жертвами. Критик из Collider тоже похвалил образ злодея и его историю происхождения.
Векна занял 1-е место в списке «10 лучших злодеев научно-фантастических сериалов» по версии Comic Book Resources.

### Номинации
Бауэр получил номинации на премии Critics’ Choice Super Awards в категории «Лучшая злодейская роль в сериале» и MTV Movie & TV Awards в категориях «Лучший кинозлодей» и «Лучший бой» (с героиней Милли Бобби Браун).